# Taleggio (Lombardia)
Taleggio (lombardul: Taècc) település Olaszországban, Lombardia régióban, Bergamo megyében. Lakosainak száma 531 fő (2023. január 1.). Taleggio San Giovanni Bianco, Vedeseta, Fuipiano Valle Imagna, Camerata Cornello, Cassiglio és Val Brembilla községekkel határos.

## Népesség
A település lakossága az elmúlt években az alábbi módon változott:
| Lakosok száma | 562  | 552  | 531  |
|               | 2017 | 2018 | 2023 |